# Шишков, Александр Владимирович
Александр Владимирович Шишков (11 апреля 1988, Ульяновск — 21 мая 2022, Белогоровка, Луганская область) — российский военнослужащий, офицер-десантник, участник вторжения России на Украину, Герой Российской Федерации (2022), гвардии майор.

## Биография
Родился 11 апреля 1988 года в Ульяновске. Учился в ульяновской школе № 52. В марте 2003 года начал занятия в Ульяновском аэроклубе ДОСААФ. В 2006 году поступил в Рязанское гвардейское высшее воздушно-десантное командное училище.
По окончании обучения начал службу в 31-й отдельной гвардейской десантно-штурмовой бригаде Воздушно-десантных войск в звании лейтенанта. Дослужился до заместителя командира десантно-штурмового батальона, имел звание гвардии майор.
В ходе вторжения России на Украину участвовал в боях за Гостомель. Погиб в ночь с 21 на 22 мая 2022 года на подступах к посёлку Белогоровка, Северодонецкий район, Луганская область, Украина. Похоронен в Ульяновске 1 июня 2022 года.

## Награды
- Герой Российской Федерации (посмертно; 3 сентября 2022): «закрытым» указом президента России «за мужество и героизм, проявленные при исполнении воинского долга».
- Орден Мужества (3 мая 2022).

## Память
- 22 октября 2022 года школе № 52 города Ульяновск, в которой девять лет[6] учился Шишков, присвоено его имя[2].
- 5 ноября 2022 года Александру Шишкову на школе № 52 установлена мемориальная доска[7].
- 20 августа 2022 года на аэродроме «Белый Ключ» Ульяновского аэроклуба ДОСААФ России состоялся Открытый чемпионат Ульяновской области по парашютному спорту посвящённый памяти гвардии майора Александра Шишкова[8].
- С 18 по 20 августа 2023 года на аэродроме «Белый Ключ» состоялись Всероссийские соревнования по парашютному спорту памяти Александра Шишкова[9].
- 5 ноября 2024 года на аэродроме «Белый Ключ» открыли бюст Александру Шишкову[10][11][12].